# Mélanie Henique
Mélanie Henique (Amiens, 22 de diciembre de 1992) es una militar y deportista francesa que compite en natación.
Ganó tres medallas en el Campeonato Mundial de Natación entre los años 2011 y 2024, y dos medallas en el Campeonato Mundial de Natación en Piscina Corta, en los años 2014 y 2022.
Además, obtuvo dos medallas en el Campeonato Europeo de Natación, plata en 2021 y bronce en 2010, y nueve medallas en el Campeonato Europeo de Natación en Piscina Corta entre los años 2012 y 2019.
Es públicamente lesbiana, y en 2015 fue víctima de un ataque homófobo en su ciudad natal.

## Palmarés internacional
| Campeonato Mundial                  | Campeonato Mundial     | Campeonato Mundial | Campeonato Mundial     |
| Año                                 | Lugar                  | Medalla            | Prueba                 |
| ----------------------------------- | ---------------------- | ------------------ | ---------------------- |
| 2011                                | Shanghái (China)       | Medalla de bronce  | 50 m mariposa          |
| 2022                                | Budapest (Hungría)     | Medalla de plata   | 50 m mariposa          |
| 2024                                | Doha (Catar)           | Medalla de plata   | 50 m mariposa          |
| Campeonato Mundial en Piscina Corta |                        |                    |                        |
| Año                                 | Lugar                  | Medalla            | Prueba                 |
| 2014                                | Doha (Catar)           | Medalla de bronce  | 4 × 50 m estilos       |
| 2022                                | Melbourne (Australia)  | Medalla de oro     | 4 × 50 m libre mixto   |
| Campeonato Europeo                  |                        |                    |                        |
| Año                                 | Lugar                  | Medalla            | Prueba                 |
| 2010                                | Budapest (Hungría)     | Medalla de bronce  | 50 m mariposa          |
| 2021                                | Budapest (Hungría)     | Medalla de plata   | 50 m mariposa          |
| Campeonato Europeo en Piscina Corta |                        |                    |                        |
| Año                                 | Lugar                  | Medalla            | Prueba                 |
| 2012                                | Chartres (Francia)     | Medalla de oro     | 4 × 50 m estilos mixto |
| 2012                                | Chartres (Francia)     | Medalla de bronce  | 50 m mariposa          |
| 2012                                | Chartres (Francia)     | Medalla de bronce  | 4 × 50 m estilos       |
| 2017                                | Copenhague (Dinamarca) | Medalla de bronce  | 4 × 50 m estilos       |
| 2017                                | Copenhague (Dinamarca) | Medalla de bronce  | 4 × 50 m estilos mixto |
| 2019                                | Glasgow (Reino Unido)  | Medalla de oro     | 50 m mariposa          |
| 2019                                | Glasgow (Reino Unido)  | Medalla de oro     | 4 × 50 m libre         |
| 2019                                | Glasgow (Reino Unido)  | Medalla de plata   | 50 m libre             |
| 2019                                | Glasgow (Reino Unido)  | Medalla de bronce  | 4 × 50 m libre mixto   |